# Lacus Felicitatis

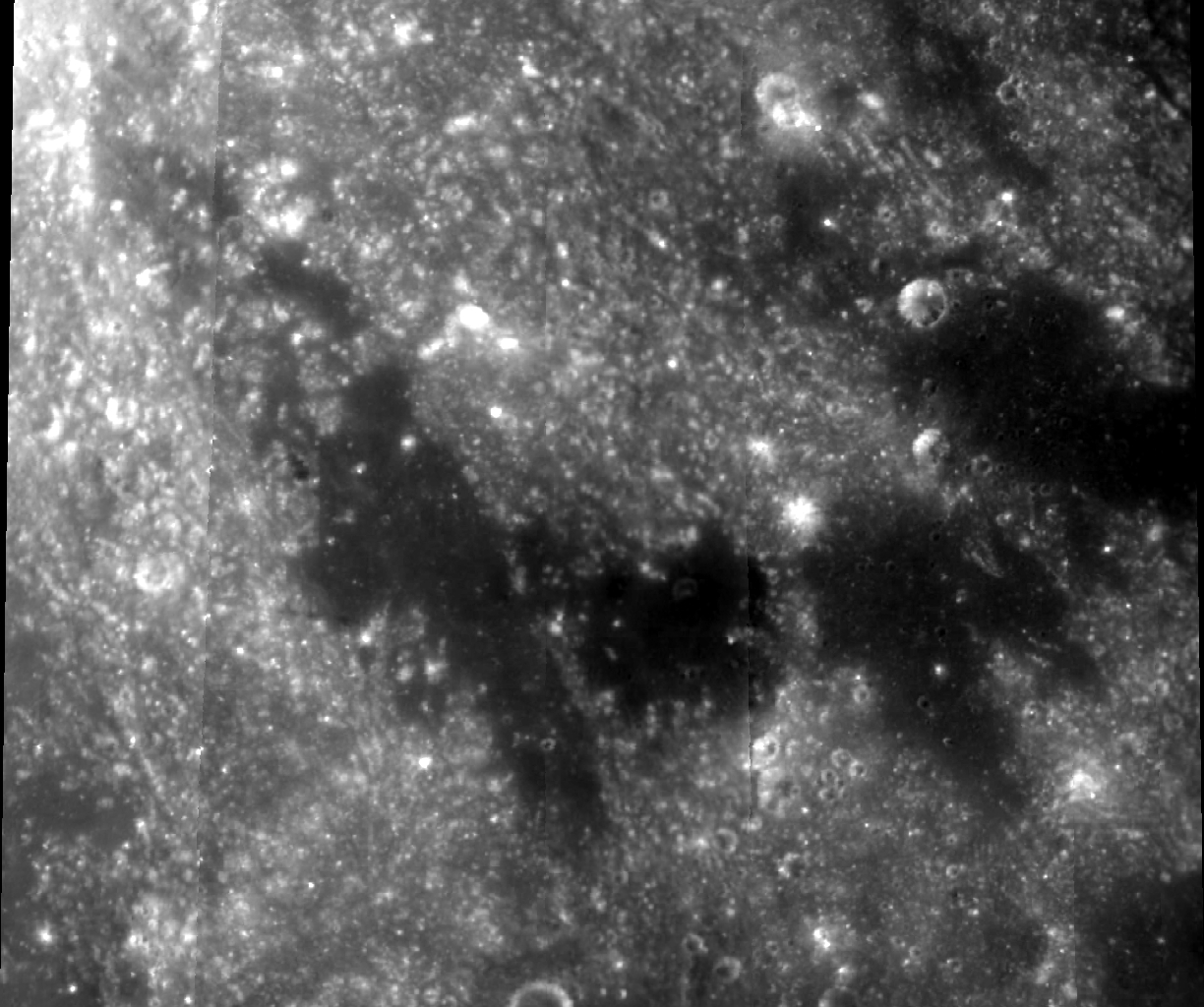
Lacus Felicitatis

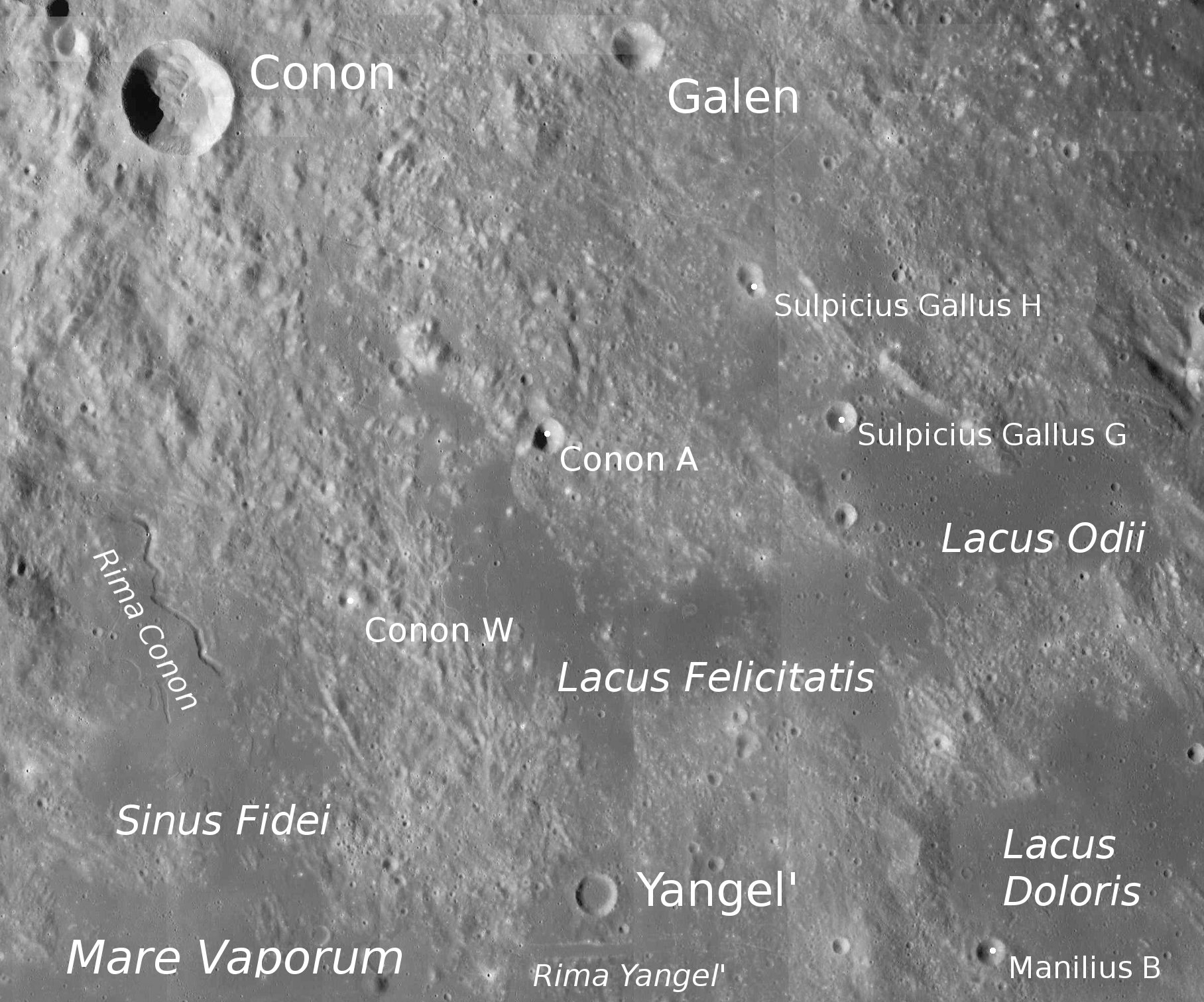
Poloha Lacus Felicitatis

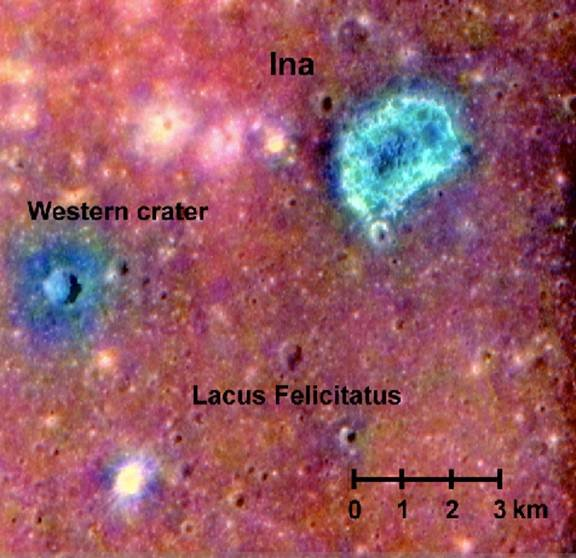
Kráter Ina v Jezeru štěstí vykazuje známky relativně nedávné geologické činnosti

Lacus Felicitatis (česky Jezero štěstí) je malé měsíční moře v oblasti mezi Mare Serenitatis (Moře jasu) a Mare Vaporum (Moře par). Tato oblast jihozápadně od pohoří Montes Haemus je bohatá na hladké planiny, mimo Lacus Felicitatis se zde nachází ještě Lacus Gaudii (Jezero radosti), Lacus Doloris (Jezero bolesti), Lacus Lenitatis (Jezero mírnosti), Lacus Hiemalis (Jezero zimy) a Lacus Odii (Jezero nenávisti). Lacus Felicitatis má průměr cca 90 km, jeho střední selenografické souřadnice jsou 18,5° S a 5,4° V. Lacus Felicitatis leží západně od Lacus Odii a východně od Sinus Fidei (Záliv důvěry).
Třem malým kráterům v Jezeru štěstí přiřadila Mezinárodní astronomická unie název. Jsou to:
- kráter Dag – pojmenován podle skandinávského mužského jména
- kráter Osama – pojmenován podle arabského mužského jména
- kráter Ina – pojmenován podle latinského ženského jména, v listopadu 2006 se odhadovalo, že Ina je výsledkem erupce plynů během posledních 10 000 000 let.[3]